# 大澤千秋
大澤千秋（日语：／ Ōsawa Chiaki，1981年11月19日—）是一名日本女性聲優，隸屬Holy Peak。東京都八丈町出身，已婚。
身高158cm，血型B型，星座天蠍座。
千代田區立今川橋中學校→東京都立葛飾商業高等學校資訊處理科畢業。2006年因結婚而暫停聲優活動。綽號為、，舊名：。

## 概要、備考
- 專長是籃球、職業摔角。
- 興趣是唱歌、散步、柔軟體操。
- 喜歡的東西是魚板、水雲醋、泡菜、魚、狗、海、Hello Kitty。
- 討厭的東西是蟲、鬼、肝臟。
- 因結婚而暫停聲優活動，《魔法老師》系列的超鈴音一角換為高本惠演出。
- 與川瀨晶子、松本彩乃同為前聲優團體Musumet的成員。

## 主要演出作品

### 電視動畫
- 極樂天師!喝!（放送係）
- 天使的尾巴（ネコのタマミ）
  - 天使的尾巴Chu!（ネコのタマミ）
- 砂沙美魔法少女俱樂部（森詠美）
- 七武士（ミヅキ）
- 真·女神轉生 惡魔之子（ベール）
- 爆裂天使（同學B、學生）
- 風雲爆彈娘（東條ナギサ）
- 魔法老師（超鈴音）
- 流星戰隊Musumet（三色翠／Musume Green）

### OVA
- KIRARA（今井きらら）
- 街頭霸王ZERO -動畫版-（春日野櫻）

### 遊戲
- 魔法老師 第1堂課 小鬼老師是魔法師！（超鈴音）
- 魔法老師 第2堂課 戰鬥的少女們！麻帆良大運動會SP！（超鈴音）
- 街頭霸王ZERO（春日野櫻）

### 配音
- EARLY REINS（アリス・ドーソン）

### 真人演出
- 看光光☆Musumet（Animete TV 2004年10月～2005年3月）

### 廣播
- 7SEEDS（鯛網ちさ）

### CD
- KIRARA 原創"衝撃波" 廣播劇・專輯「黎明前夕」（今井（16歳））（1998年8月1日）
- 魔法老師 聲音同學系列 10月:科學與肉包（2004年7月22日）

### DVD
- 魔法老師 麻帆良學園國中部2-A:第一學期特典DVD 麻帆良學園國中部2-A:開學典禮
- 魔法老師 麻帆良學園國中部2-A:第三學期特典DVD 麻帆良學園國中部2-A:第二學期結業典禮
- 魔法老師 麻帆良學園國中部2-A:班會
- 魔法老師 麻帆良學園 大麻帆良校慶

## 外部連結
- --- Chiaki-House...Chiaki Osawa Official WebSite ---
- 大澤千秋and官方網站 AUTUMN CHERRY
- Holy Peak之介紹專欄[永久]